# Templo y exconvento de los Santos Reyes (Metztitlán)
El templo y convento de los Santos Reyes  se encuentra localizado en la ciudad de Metztitlán, Hidalgo, México. Es considerado uno de los monumentos históricos más importantes del Estado de Hidalgo. Se encuentra construido en el centro de la población y dentro de la Reserva de la Biosfera de la Barranca de Metztitlán. El nombre de los Reyes Magos, hace referencia a un cuadro en relieve ubicado en el centro del altar de la iglesia, en el cual los Reyes adoran al recién nacido Jesús. El 4 de julio se celebra en el convento la fiesta en honor a la Virgen del Refugio, patrona del pueblo de Metztitlán. Este convento todavía se encuentra habitado y adscrito a la Provincia Agustina de México. El convento fue reconocido como priorato y desde aquí se visitaban los pueblos cercanos.

## Historia

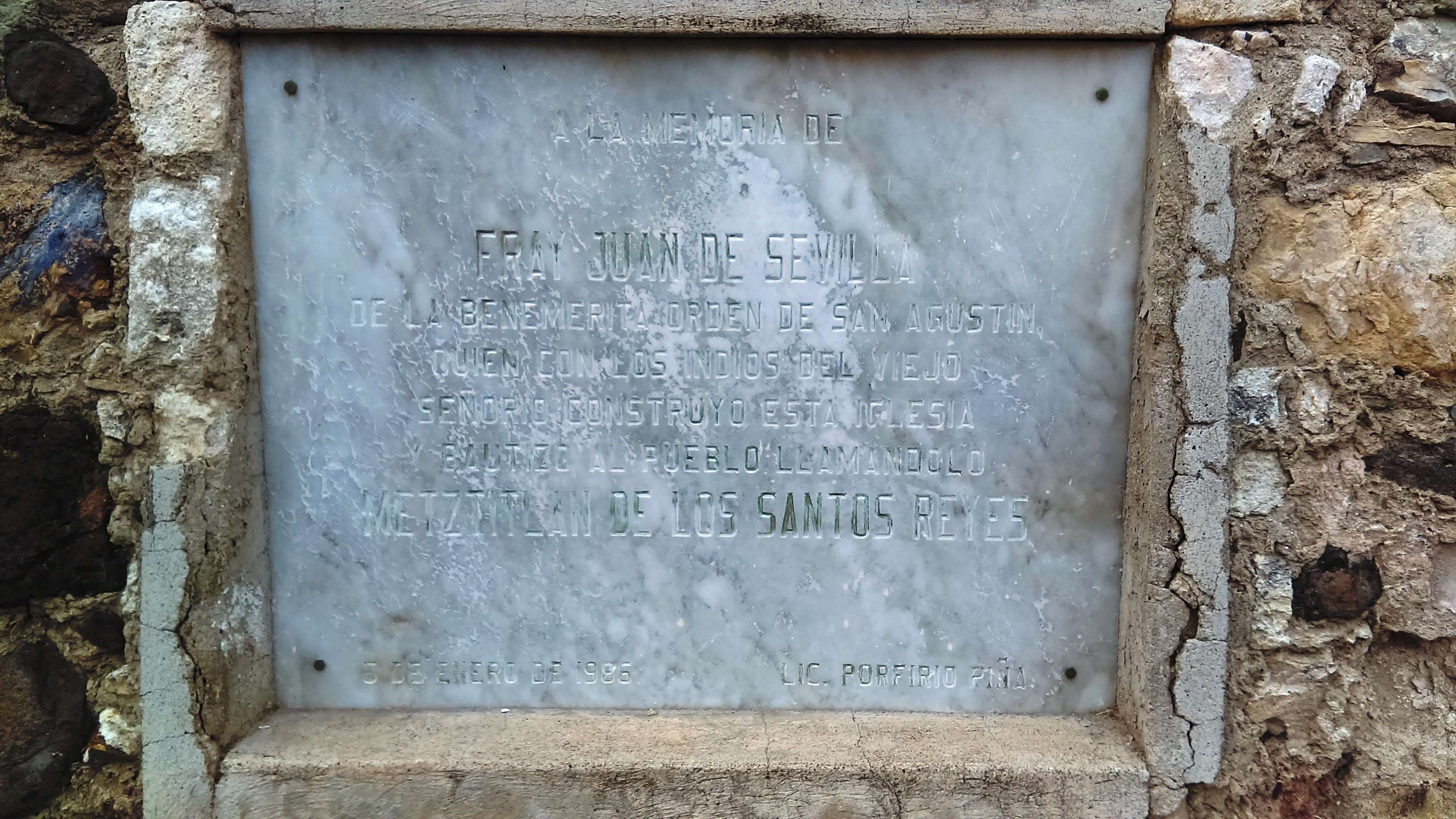
Placa en honor a Juan de Sevilla.

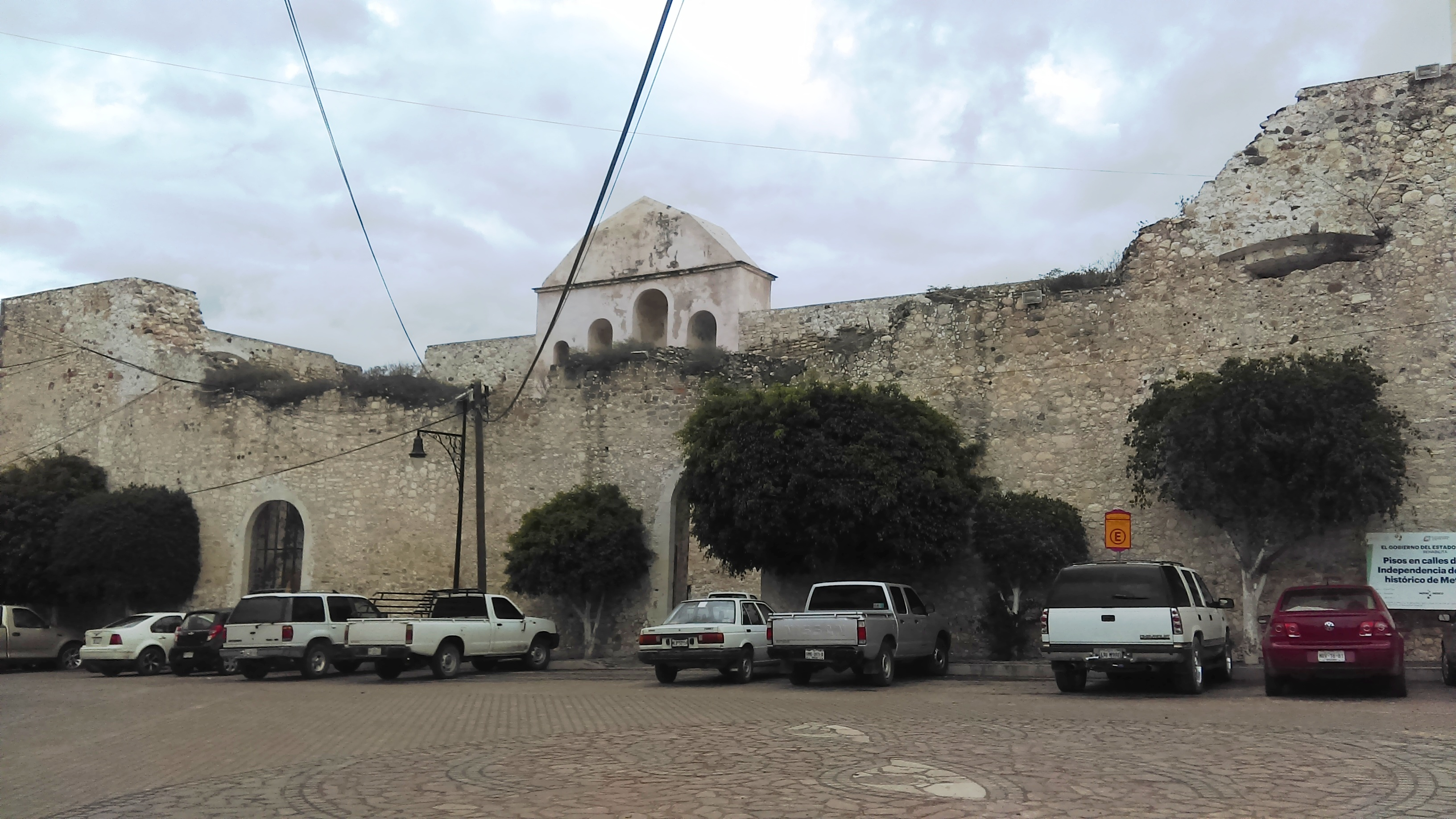
Antiguo Convento La Comunidad.

La conquista de México por Hernán Cortés, quedó consumada con la rendición de Tenochtitlán el 13 de agosto de 1521. En 1522 Hernan Cortés envió guerreros tlaxcaltecas, al mando de uno de sus capitanes españoles, par conquistar el Señorío de Metztitlán.  El trabajo de evangelización en la Nueva España empezó en 1524 cuando arribaron doce franciscanos, en 1526 el mismo número de dominicos y en 1533 siete agustinos. En el estado de Hidalgo empezó cuando los franciscanos llegaron a Tepeapulco en 1527 y los agustinos legan a Atotonilco el Grande y Metztitlán en 1536.
En  1536, la Orden Agustina celebró un capítulo, en el cual decidieron emprender la evangelización de los otomíes que del Valle del Mezquital; de los indígenas de la Sierra Alta y, a través de la misma, alcanzar la región Huasteca. La misión apostólica fue encomendada a fray Alonso de Borja, quien fundó el convento de Atotonilco el Grande.
El Antiguo Convento La Comunidad es la primera construcción agustina del lugar. La cronología de la construcción y las razones del abandono del edificio, sigue siendo tema de investigación, entre los principales estudiosos se encuentran: John McAndrew, Diego Angulo Iñiguez, George Kubler, José Guadalupe Victoria, y Juan Benito Artigas. La fecha de construcción de 1537 y la historia inundación en 1539 no es del todo aceptada.
La construcción del convento de los Santos reyes, pudo empezar en 1539, la mayor actividad constructiva duro veinte años, entre 1540 y 1560. Dentro de esta temporalidad se dice que la iglesia se empezó a levantar en 1553, pero su conclusión la sitúa hasta 1569. En una de las pinturas que se localizan en la portería de acceso al claustro, está inscrita la fecha del 7 de noviembre de 1577. Esta fecha puede ser indicativa de dos cosas: primero, que en ese año el edificio se encontraba terminado en su arquitectura; segundo, que el convento se encontraba en un proceso de decoración pictórica.
En los años 1950, durante los festejos de la Virgen del Refugio, una parte del aplanado de la bóveda se desplomo causando algunos heridos. Las letrinas de la parte noreste se derrumbaron en dos partes; la primera en septiembre de 1992, cuando se desplomó la bóveda superior y parte de los muros; el 24 de marzo de 1993 se cayeron la bóveda inferior y los muros. En octubre de 2010, el convento fue saqueado, los saqueadores se llevaron joyas que ostentaba la imagen de la virgen del Refugio. Estas joyas constan, entre otras cosas, de una corona de oro y un corazón que datan del siglo XVI.
Debido al terremoto del 19 de septiembre de 2017 la edificación presentó grietas, además, tiene fracturas en el área del coro, sotocoro, y en la fachada principal.

## Arquitectura

### Atrio

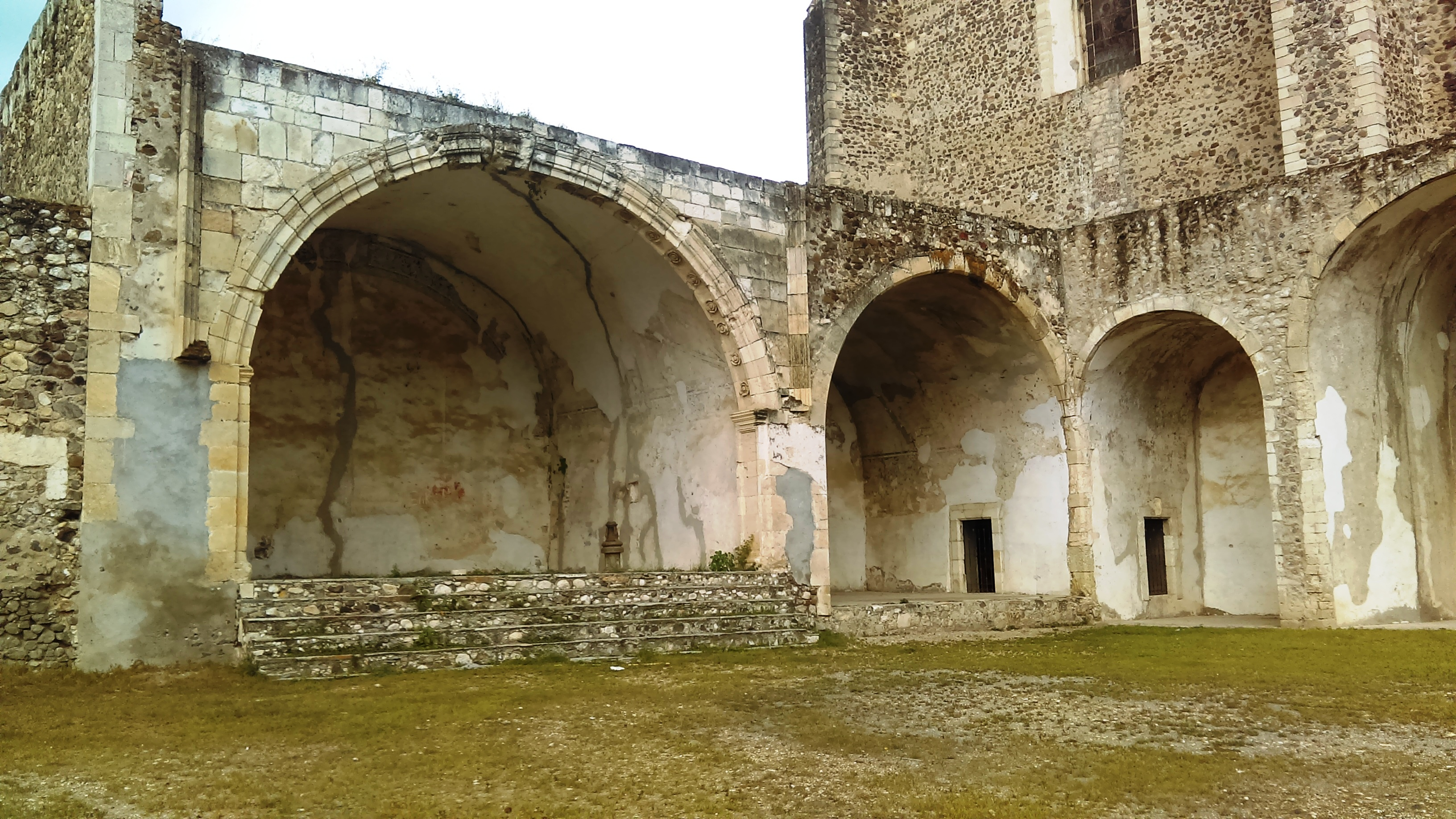
Capilla abierta.

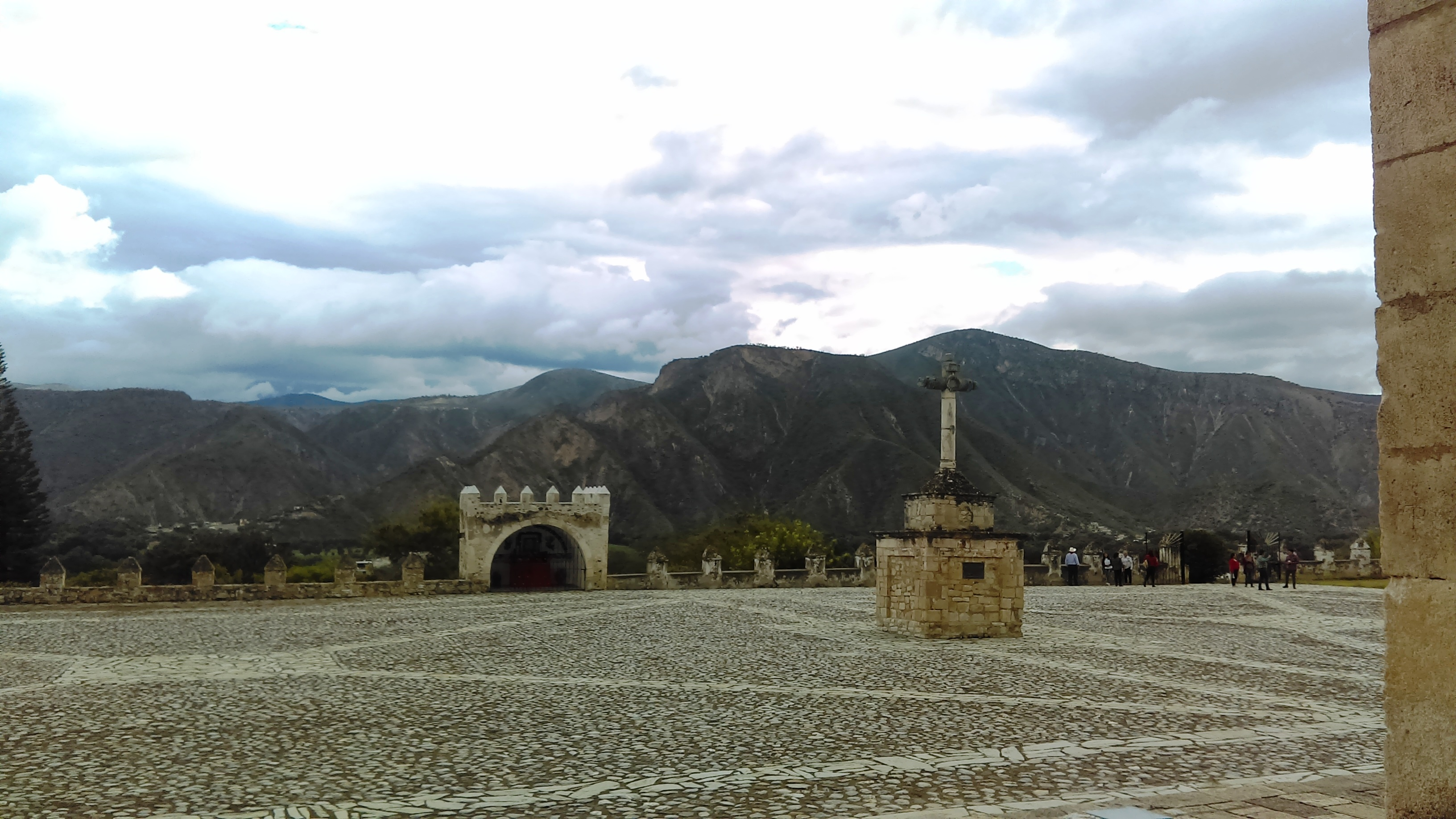
Atrio, capilla posa y cruz atrial.

El atrio no ha tenido grandes modificaciones ya que conserva casi la totalidad de los elementos arquitectónicos que les son distintivos: barda atrial almenada, capillas abiertas, capilla posa y cruz atrial. La explanada del atrio es grande, la mayor parte del espacio se desplaza a un costado de la iglesia y no frente a sus fachadas como ocurre comúnmente en otros sitios.
De las cuatro capillas posas que por lo general se levantaron en las esquinas de los atrios, aquí solo se conserva una. Esta capilla se encuentra exactamente frente a la entrada de la iglesia, y se abre frente a la explanada atrial a través de un arco de medio punto. Su estructura es muy sencilla, acorde a su pequeñez: planta cuadrangular cubierta con bóveda de cañón y sin indicios de ornamentación pictórica mural.
La cruz del atrio se levanta sobre un alto pedestal. Sus formas son cilíndricas, y su ornamentación es a base de relieves que se reducen a la cartela con la inscripción INRI, la corona de espinas en la intersección de los brazos y la representación de las llagas de Cristo, a la que denominó san Buenaventura como las “Armas Celestiales”.
Las capillas abiertas están unidas; si vemos de frente la iglesia, las encontraremos a su izquierda, hasta el fondo del atrio, colindantes con el muro testero del templo. Sus plantas son casi similares, pero existe una diferencia en cuanto a sus dimensiones y ornamentación. La de la derecha es de menor tamaño, y más sencilla: vano de medio punto y cubierta con una bóveda de cañón.

### Templo

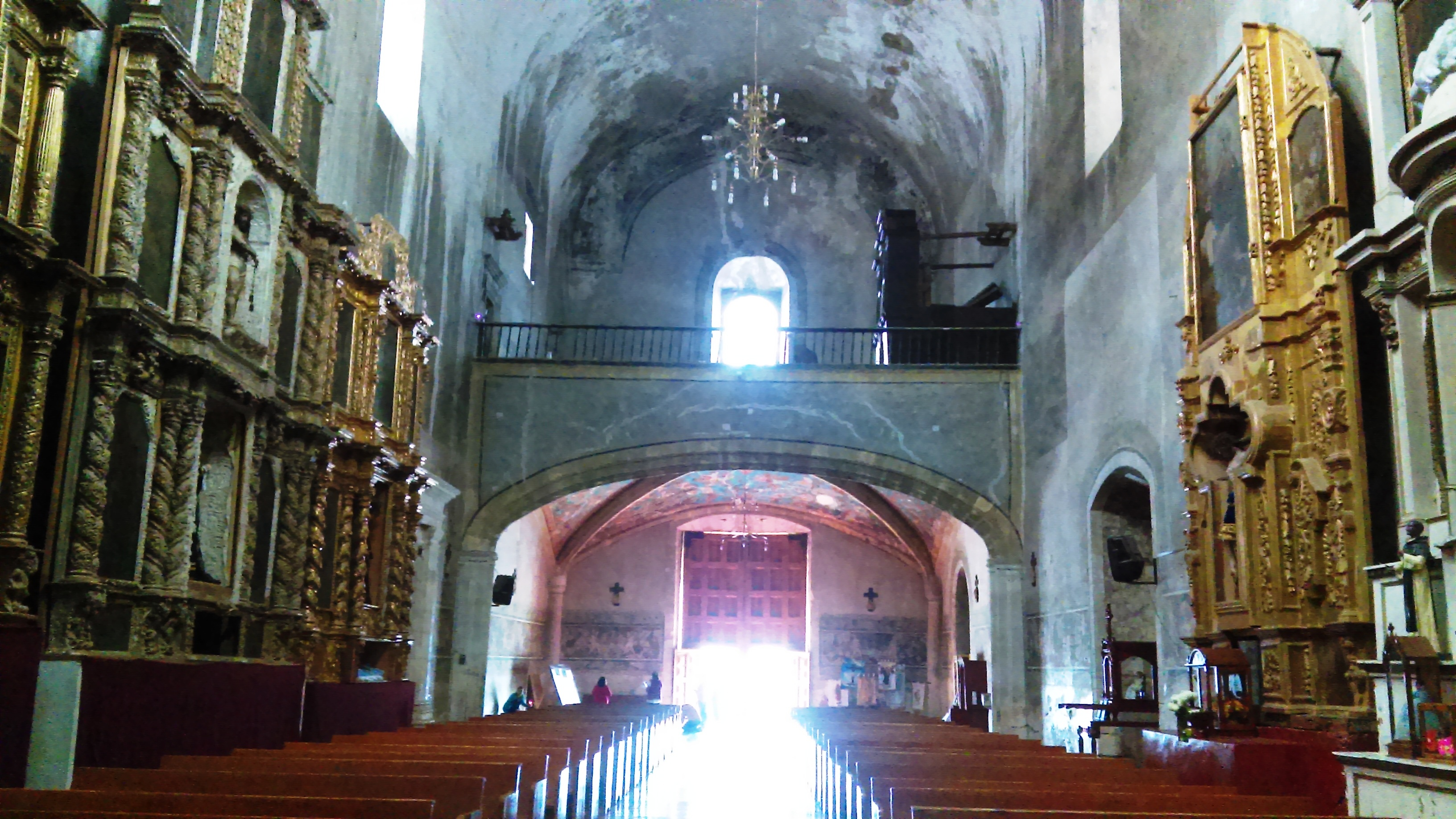
Interior del templo.

El conjunto arquitectónico integrado por iglesia y convento, mira hacia el sur. La puerta constituye un arco de medio punto doblemente moldurado que descansa sobre jambas con decoración a base de platos con frutas, peces, rosas y querubines. A sus lados y sobre altos pedestales aparecen dos columnas de fuste estriado y una cinta atada al centro; tienen como respaldo pilastras “cajeadas”; sus capiteles son compuestos y presentan al centro una pequeña cabeza de león.
En los intercolumnios laterales se encuentran las esculturas de san Pedro y san Pablo, colocadas en peanas cónicas decoradas con querubines y cubiertas por un dosel coroniforme. Sobre las columnas descansa un entablamento y tres hornacinas ocupadas con las esculturitas del Niño Dios al centro y ángeles músicos en las de los extremos. Enseguida en la parte de arriba de los músicos se encuentran los vanos semicirculares de la puerta y la ventana del coro. Por último se aprecian siete campanas en la parte superior de la fachada y en la cima una cruz que hace que la construcción sobrepase los treinta metros de altura.
La nave tiene planta en forma de rectángulo y de un medio hexágono el ábside. Su cubierta es de bóveda de cañón seguido que termina en forma de nicho sobre el ábside poligonal, precedido por un tramo a la manera de crucero, con bóveda de crucería ojival; el nicho del ábside tiene crucería en forma más bien de casetones.
La bóveda en que descansa el coro tiene también crucería, y el amplio arco rebajado que la limita está soportado por un haz de columnillas que forman el pilar de ángulo, correspondiendo la más gruesa al crucero de ojivas. Tiene la iglesia un arco ábside sobre pilastras apareadas con un solo capitel renacimiento: este arco precede a la bóveda de crucería situada antes del presbiterio, el cual se eleva sobre una plataforma a la que se llega por una escalinata central.

### Convento

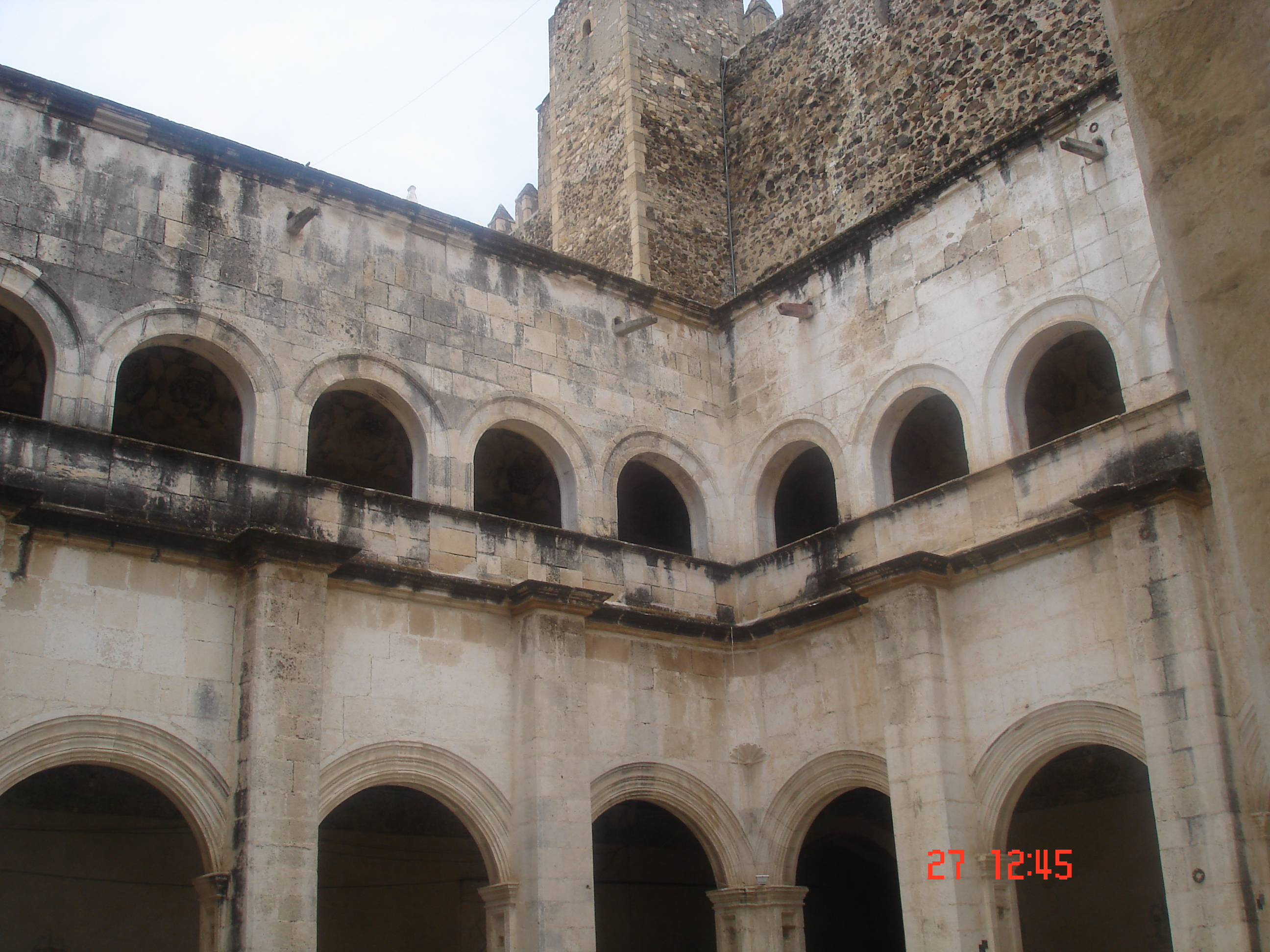
Claustro.

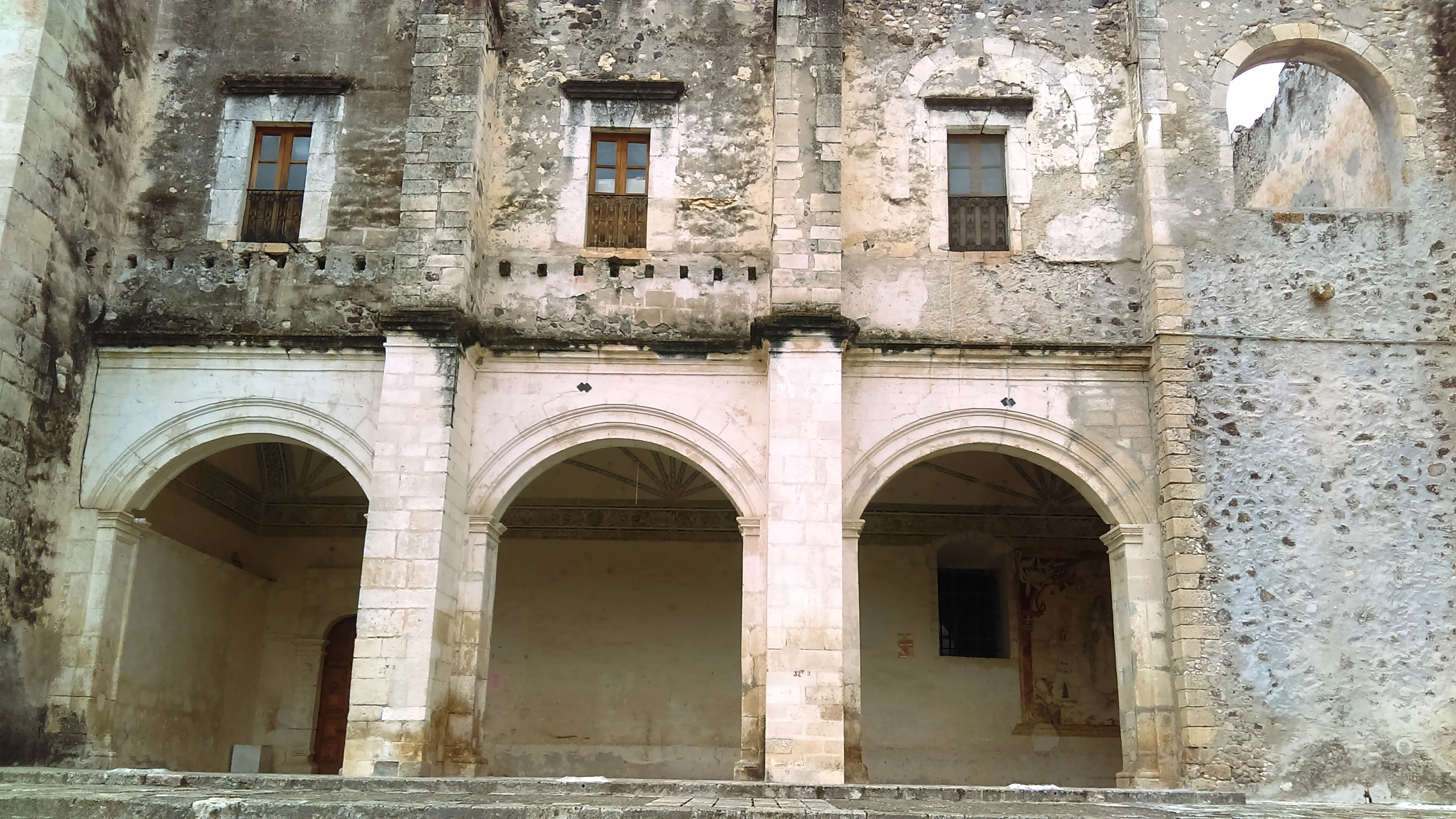
Portería.

Tiene el convento la misma distribución que las construcciones similares. Un patio cuadrado proporciona luz a los corredores de ambos claustros, que tienen vanos en arcos de medio punto en el inferior, y lisos y de menor tamaño en el de arriba, correspondiendo cinco en este, por cuatro en el inferior. Los corredores tienen cubiertas de cañón corrido y en los cuatro rincones crucería a la manera ojival.
El lado que hace frente al atrio, contiene el pórtico con cuatro arcos de medio punto, cerrado hoyel del extremo oriente; el vestíbulo, el locutorio, destinado al bautisterio y antes capilla de la Virgen de Guadalupe; una pieza angosta donde está el torno y la ropería, con puerta únicamente para el patio del lado oriente. Por ese rumbo se encuentran el refectorio, muy amplio y bien iluminado por dos ventanas al mismo patio, un vestíbulo, la cocina y la despensa.
El ala que cierra el cuadrado por el norte, contiene, además de la sacristía, antesacristía y bodega, el cubo de la escalera que conduce al piso superior; y una pieza casi cuadrada, probablemente sala "De Profundis", con una puerta a un pasillo que establecía la comunicación entre la huerta al norte y al sur del corredor del claustro, por donde está tapiada en la actualidad.

## Retablos

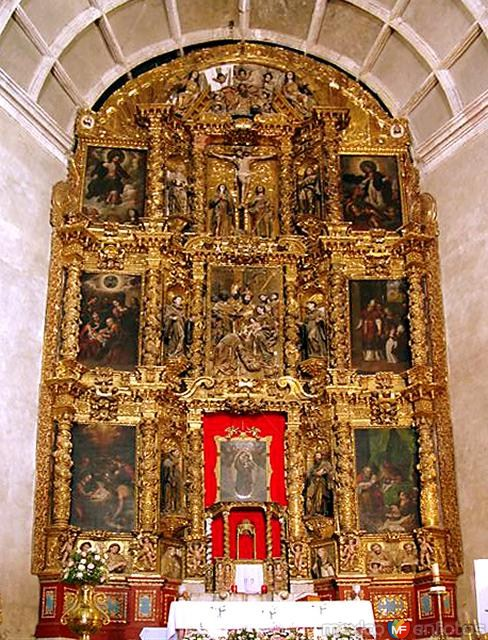
Retablo de los Santos Reyes. Su arquitectura y la parte escultórica se debe a Salvador de Ocampo.

El interior de la iglesia es de sumo interés, tanto desde el punto de vista arquitectónico, como por la riqueza artística que resguarda, principalmente los cinco retablos dorados de finales del siglo XVII y principios del xviii. El principal en su altar mayor que ocupa todo lo ancho y alto del ábside. Cuatro más están dedicados a san José; san Nicolás Tolentino; Nuestra Señora de la Soledad (al parecer anteriormente estaba dedicado a la Virgen de los Dolores) y Jesús Nazareno, distribuidos a lo largo del muro de la Epístola.
Dos retablos más se conservan del lado del Evangelio, dedicados a Jesús Crucificado y a la Virgen de Fátima. El primero de ellos, por su aspecto plano, debido a que sus elementos estructurales y formales carecen de volumen, seguramente procede de finales del siglo XVIII. El segundo, neoclásico, pero de ínfima calidad artística, está dedicado a la Virgen de Fátima. No obstante de que su advocación es reciente, los temas marianos de sus pinturas, van acorde con esta.

### Retablo de Los Santos Reyes
El Retablo de Los Santos Reyes, la hechura de este retablo se concertó el 5 de diciembre de 1696, y debería entregarse el 6 de enero de 1698. la obra descansa sobre un basamento de madera y consta de un banco, tres cuerpos y un remate; en sentido vertical se distinguen cinco calles. La del centro está ocupada básicamente por relieves; las calles intermedias son de menor anchura y alojan esculturas. En las de los extremos destacan seis grandes pinturas.
Las pinturas, son las que realizó Nicolás Rodríguez Juárez y representan pasajes de la vida de la Virgen y de Jesucristo. Su orden es el siguiente: Adoración de los Pastores, La Circunsición, La Ascensión, Nacimiento de la Virgen, Presentación de la Virgen al templo y La Asunción. La parte central del primer cuerpo ha sufrido una seria modificación. En lugar de las esculturas originales se ha colocado una imagen de la Inmaculada Concepción, y venerada bajo la advocación de Nuestra Señora del Refugio. En cuanto a las esculturas, se conservan las siguientes: Santo Tomás de Villanueva, San Juan de Sahagún y San Guillermo de Aquitania, San Nicolás de Tolentino, Santa Mónica y Santa Clara de Montefalco.

### Retablo de San José

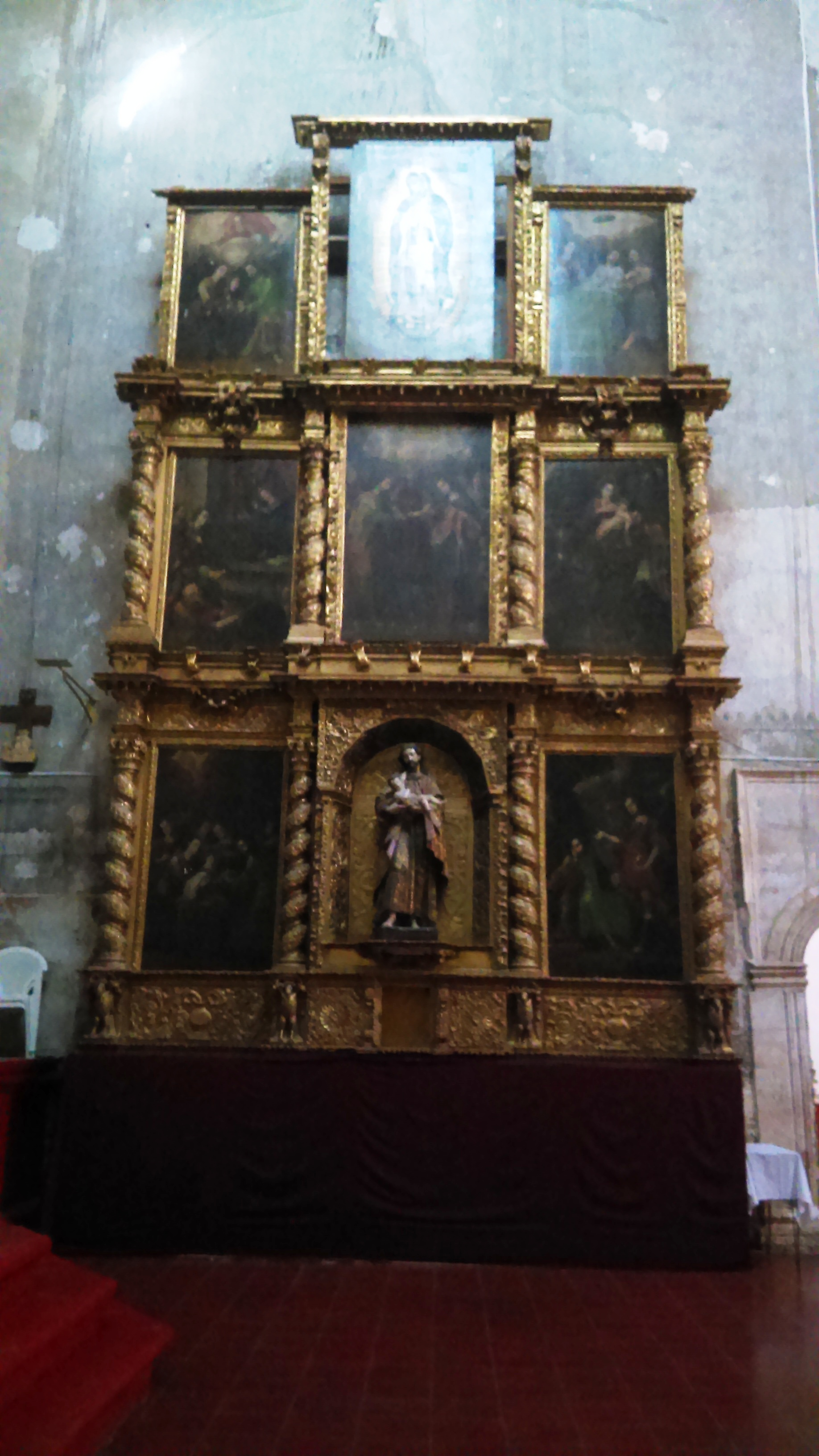
Retablo de San José.

Las pinturas que adornan su estructura, se atribuyen a Nicolás Rodríguez Juárez. Su estructura presenta una planta recta y se levanta sobre un basamento de mampostería. En sentido vertical se distinguen tres calles: una central y dos laterales separadas por ocho columnas salomónicas rematadas con capitel corintio.
La calle central, es más ancha que las laterales. En el primer cuerpo se encuentra un gran nicho con la escultura de San José, quien carga en sus brazos una imagen del Niño Dios. Arriba, en la parte correspondiente al segundo cuerpo, se aprecia el lienzo de los Desposorios de la Virgen, y en el remate tenemos una gran tabla con la imagen de la Virgen de Guadalupe.
En la calle lateral derecha encontramos tres lienzos con escenas dedicadas a san José: el Sueño de san José, la Huida a Egipto y la Muerte o Tránsito de san José. En la calle lateral izquierda, encontramos las escenas correspondientes a la vida de la Virgen: el Nacimiento de la Virgen María, Jesús entre los Doctores y la Sagrada Familia.

### Retablo de Nuestra Señora de la Soledad
La existencia de un contrato de 1723, en este documento, Francisco Martínez asumía el compromiso de “intervenir” un retablo dedicado a Nuestra Señora de los Dolores, existe la posibilidad de que se trataba del retablo bajo la advocación de Nuestra Señora de la Soledad. La temática de las esculturas y de las pinturas, pertenecen a la Pasión de Cristo. La calle central, en el espacio al primer cuerpo encontramos un nicho que aloja una escultura de Nuestra Señora de la Soledad; arriba de este se abre otro nicho para la escultura de un Ecce Homo y en el remate se colocó la pintura de un Calvario.
En las calles laterales de ambos cuerpos encontramos otras seis pinturas, que con las dos del banco, suman un total de ocho. Los temas representados en cada uno de los lienzos se refieren a diversos momentos de La Pasión de Cristo. La lectura de cada uno de los pasajes debemos hacerla de izquierda a derecha a partir del banco para terminar en el remate; por tanto, el orden a seguir es el siguiente: Ecce Homo; Jesús recibe la Cruz; Jesús ayudado por el Cirineo; La Verónica enjuga el rostro de Cristo; Jesús es clavado en la Cruz; Cristo es elevado en la Cruz; Los soldados sortean las vestiduras de Cristo; Jesús entrega a María a Juan, y por último El Calvario.

### Retablo de San Nicolás de Tolentino

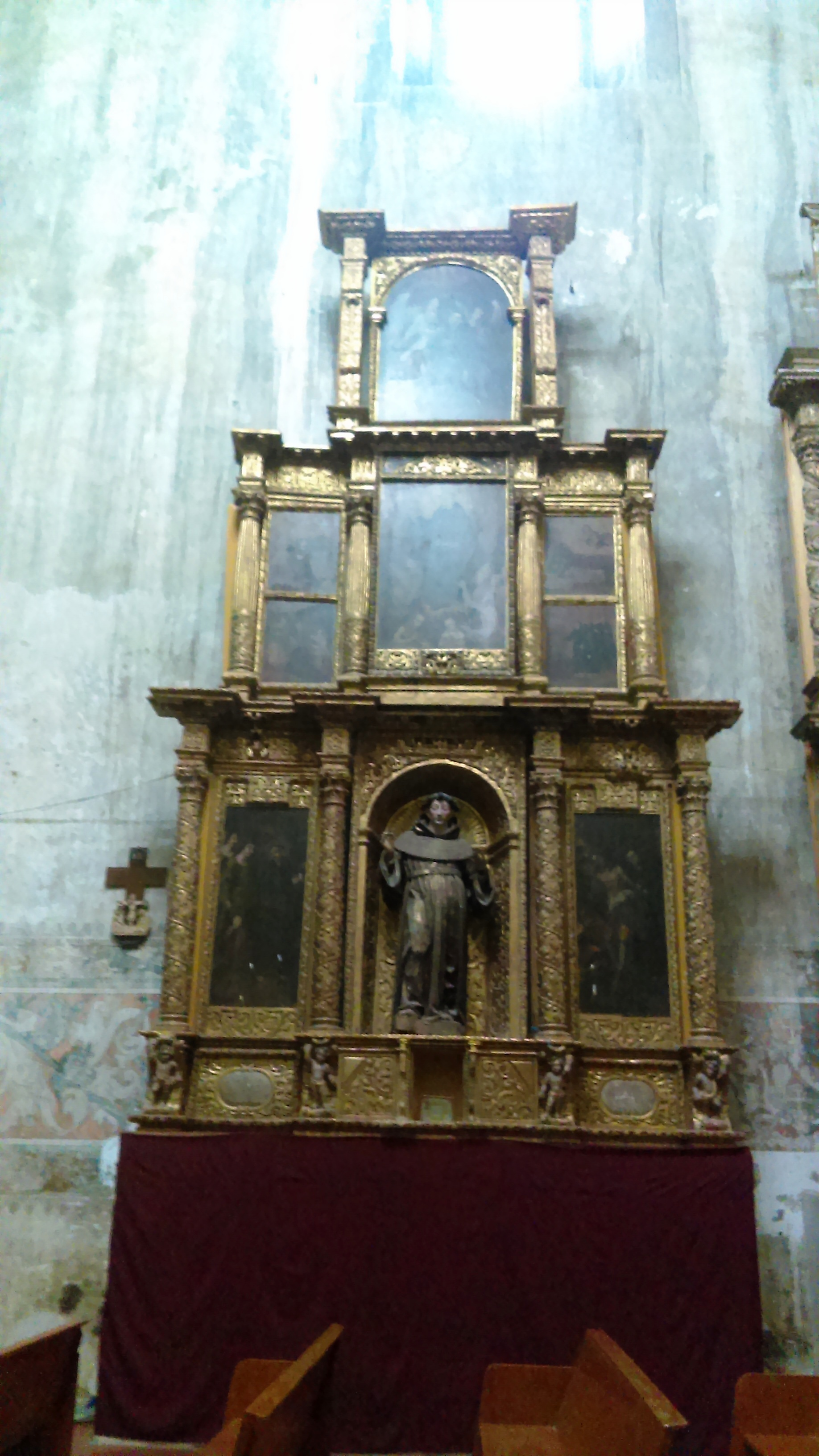
Retablo de San Nicolás de Tolentino.

El retablo se levanta sobre un basamento de mampostería. Horizontalmente, se compone de un banco o predela, dos cuerpos o registros y un remate. En sentido vertical se distinguen tres calles: la del centro y dos laterales separadas por columnas con capitel corintio. En la calle central, en la parte al primer cuerpo, se encuentra una escultura tallada en madera, de San Nicolás de Tolentino; en el segundo cuerpo una pintura con el tema de Las Ánimas del purgatorio con San Nicolás de Tolentino, y en el remate se colocó otra pintura que representa el Éxtasis de San Nicolás de Tolentino.
Las dos pinturas del primer cuerpo representan a San Nicolás acompañado de un personaje cuya vestimenta no es la de un religioso. Respecto a las cuatro pinturas del segundo cuerpo —dos por cada lado—, por su ubicación en lo alto del retablo y su mal estado de conservación, no es posible reconocer sus detalles.

### Retablo de Jesús Nazareno
Su estructura consta de un banco, dos cuerpos o registros y un remate, que en este caso, se encuentra perfectamente definido. En sentido vertical se distinguen tres calles; las del primer cuerpo se dividen mediante columnas salomónicas, con capitel corintio. En el segundo nivel las columnas fueron desplazadas por dobles pilastras que se mantienen en eje con los soportes inferiores.
El banco o predela, también se divide en tres calles: la del centro presenta un hueco ocupado por una imagen de la Virgen María, y las laterales se ornamentan con tarjas y relieves de vegetales. La calle central del primer cuerpo ostenta el nicho donde fue colocada la escultura de Jesús Nazareno; en el espacio correspondiente al segundo nivel, encontramos una pintura con la representación de La Piedad.
Las calles laterales de ambos cuerpos se destinaron para alojar cuatro pinturas, dos por cada lado. Los temas representados en los lienzos ostentan cuatro momentos importantes de La Pasión de Cristo. A partir de la calle izquierda y hacia arriba —en el sentido de las manecillas del reloj—, la secuencia es la siguiente: Oración en el Huerto; Flagelación; Ecce Homo y Cristo elevado en la Cruz.

## Pintura

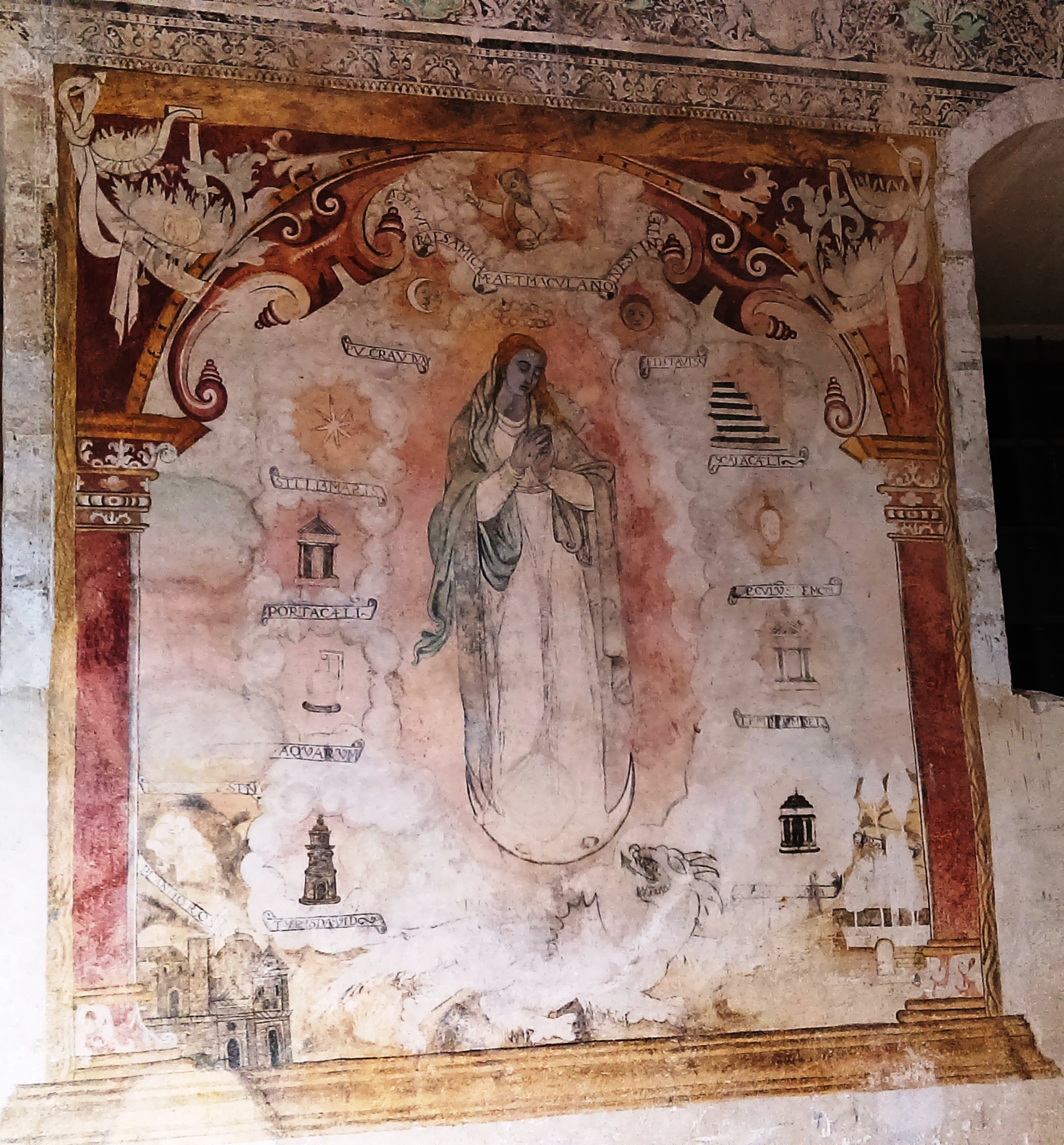
“La Virgen Tota pulcr”, fresco anónimo del, localizado en la portería.

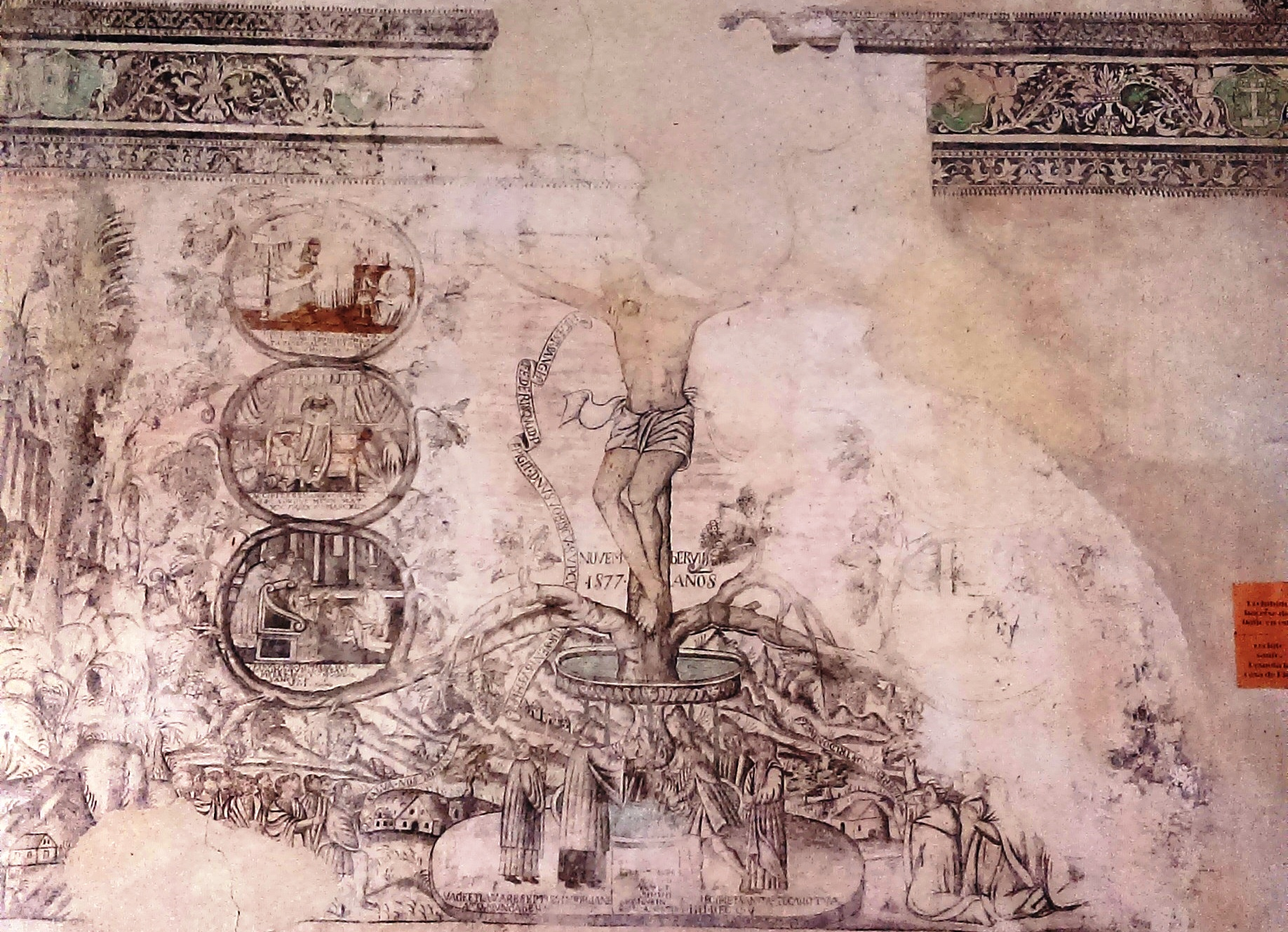
“Crucifixión.NOVEMBERV 1577 AÑOS”, fresco anónimo del siglo xvi, localizado en la portería.

En Metztitlán la pintura mural se encuentra en los programas iconográficos desarrollados en la portería, en el claustro y en la escalera. El primero nos presenta una gran pintura mural, que no se conserva en buen estado, y cuyo tema es el Árbol de la Vida, composición alegórica de Cristo en la Cruz, que es un esquema arbóreo con seis roleos enmarcando a otros tantos sacramentos, quedando el bautismo figurado al pie, junto a la taza de la fuente.
También en la portería se encuentra la imagen es una Virgen Tota pulcr diseño muy relacionado con el inmaculismo del siglo XVI; la pintura enmarcada con una base y dos columnas corintias a los lados, se encuentra dividida en tres. La zona central de la mujer con las manos juntas y sus pies sobre la luna. El grupo de pequeñas imágenes laterales que incluyen la inscripción superior y a Dios Padre bendiciendo; y posteriormente. La zona inferior del animal con colmillos, garras y lengua en forma de punta.
En las esquinas del claustro bajo, los frailes decidieron representar, de un lado a un evangelista y del otro, en contraesquina, a un doctor de la Iglesia. Su distribución en la siguiente: san Gregorio con san Marcos, san Jerónimo con san Mateo, san Juan Evangelista con san Agustín, san Lucas con san Ambrosio. Arriba los temas corresponden a pasajes del Antiguo y Nuevo testamento; uno está destruidos y el resto corresponde a: El prendimiento, El sacrificio de Isaac, El camino hacia el calvario, La destrucción de la Serpiente de Bronce, Jesús muere en la cruz, La expulsión de Jonás y La Resurrección. Las pinturas del claustro alto, donde se pintaron escenas del Antiguo y Nuevo Testamento. Varias se encuentran muy deterioradas, como la pintura de la Expulsión de Jonás en el claustro alto.
El programa iconográfico se completa con las representaciones pictóricas de la escalera, en mal estado, con dos temas capitales para la vida del monje: los triunfos de la Castidad y de la Paciencia, pues ambas virtudes debían de ser ejercitadas ante las seducciones del mundo y en la vida cotidiana de convivencia. Para el Triunfo de la Castidad se puso como prototipo a José el soñador, que desfila triunfante en primer término, cabalgando sobre un buey; para identificar al personaje se puso en el ángulo superior izquierdo la representación de sus hermanos vendiéndole a unos mercaderes egipcios. La representación del Triunfo de la Paciencia, en la que la protagonista, sedente y armada, desfila con sus atributos en un carro tirado por la Esperanza y el Deseo.